# Wushi jezik
Wushi jezik (ISO 639-3: bse; babessi, pesii, sii, vesi), nigersko-kongoanski jezik iz Kameruna u provinciji Northwest, kojim govori oko 25 000 ljudi (2008) iz plemena Wushi.
Jedan je od četiri predstavnika južni južne podskupine ringskih jezika koju čini zajedno s jezicima vengo [bav], kenswei-nsei [ndb], bamunka jezik| [bvm].

## Vanjske poveznice
- Ethnologue (14th)
- Ethnologue (15th)